# Nilobezzia formosa
Nilobezzia formosa är en tvåvingeart som först beskrevs av Friedrich Hermann Loew 1869.  Nilobezzia formosa ingår i släktet Nilobezzia och familjen svidknott. Inga underarter finns listade i Catalogue of Life.